# Ctenoplusia epargyra
Ctenoplusia epargyra là một loài bướm đêm trong họ Noctuidae.